# Archichlora alophias
Archichlora alophias là một loài bướm đêm trong họ Geometridae.